# Gottlieb Link
Gottlieb Link (* 16. Oktober 1769 in Calw; † 30. Dezember 1844 in Heilbronn) war ein deutscher Kaufmann und Politiker.

## Leben
Link war evangelischer Konfession und Kaufmann in Heilbronn. Er hatte auch geschäftliche Beziehungen zu dem Löwenwirt Peter Heinrich Merckle im benachbarten Neckarsulm, der neben seiner Gastwirtschaft Zum goldenen Löwen auch Weinbau und Handel betrieb. Diesem Merckle sandte er 1806 ein Exemplar der von dem Nürnberger Buchhändler Johann Philipp Palm verbreiteten, gegen Napoleon gerichteten Flugschrift Deutschland in seiner tiefen Erniedrigung. Merckle wiederum ließ eine Abschrift des Textes einem weiteren Geschäftspartner namens Schoderer in Donauwörth zukommen, der sie verbreitete, was die dort lagernden französischen Truppen erfuhren. Merckle und Link wurden beide am 17. August 1806 verhaftet und wenige Tage später in die Festung von Braunau am Inn gebracht, wo die Franzosen schon den Nürnberger Buchhändler Palm festhielten und am 26. August hinrichteten.
Merckle, Link und weitere Personen wurden am 25. August von einem französischen Kriegsgericht in Braunau wegen Aufstands, Hochverrats und Meuchelmords zum Tode verurteilt, kamen aber nach Intervention des württembergischen Königs Friedrich I. frei, der diesen Übergriff auf seine Staatsbürger und den damit verbundenen Eingriff in seine Souveränität nicht dulden konnte. Link wurde nach zwei Tagen, Merckle am 12. September an den württembergischen König ausgeliefert, der beide mit vier Wochen Haft in der Festung Hohenasperg belegte. Für Links Auslieferung von den Franzosen und seine Freilassung hatte sich im Auftrag der Familie der Konsulent und Hofrat Friedrich Christoph Mayer verwendet.
Einige Zeit später wurde Gottlieb Link für drei Jahre württembergischer Abgeordneter. Nachdem 1823 August Schreiber sein Mandat niedergelegt hatte, wurde in einer Ersatzwahl im selben Jahr Link für die Stadt Heilbronn in die Abgeordnetenkammer der Württembergischen Landstände gewählt. Er trat 1824 in die Kammer ein, wurde 1826 wiedergewählt und legte 1828 das Mandat nieder. Zu seinem Nachfolger wurde Friedrich Christoph Mayer gewählt.

## Familie
Links Eltern waren der Calwer Amtsdiener Johann Michael Link und Afra Köhlreuter. 1805 heiratete er die Pfarrerstochter Sabine Friederike Wagner (1763–1832), die aus ihrer ersten Ehe zwei Kinder mitbrachte, darunter einen blinden Sohn. Gemeinsam hatten sie eine weitere Tochter, die den Kaufmann Ferdinand Rauch heiratete.